# Litosol

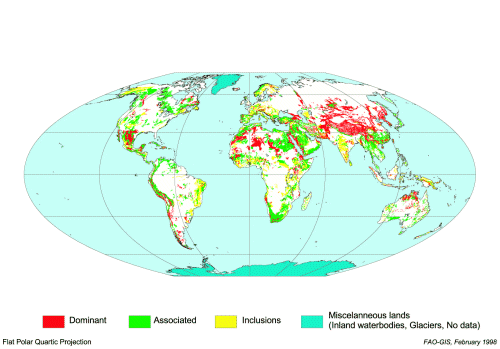
Distribució mundial de litosols

Els litosols són un tipus de sòl que apareix en cingles i afloraments rocosos. El seu gruix és menor de 10 cm i sosté una vegetació baixa. Es coneixen també com leptosols, del grec leptos, que significa 'prim'.
Respecte l'ortografia, abans dels canvis de l'IEC del 2016, el substantiu s'escrivia leptosòl.